# میانگین متحرک همگرا واگرا

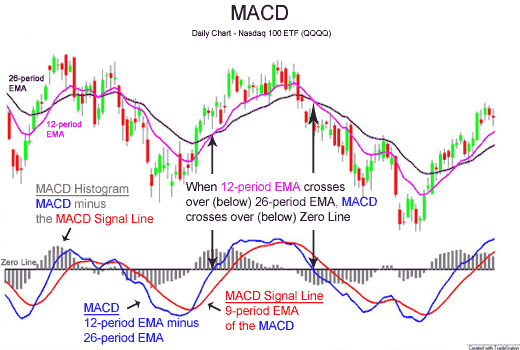

میانگین متحرک همگرا واگرا (به انگلیسی: moving average convergence/divergence) یا به اختصار MACD (که در میان برخی از حرفه‌ای‌ها «مکدی» تلفظ می‌شود)، از شاخص‌های تحلیل فنی مورد استفاده در برآورد قیمت‌های سهام سرمایه می‌باشد، که برای پیش‌بینی ادامه یا شکست روند به‌کار گرفته می‌شود.
واگرایی و همگرایی میانگین متحرک یکی از شاخص‌های مهم در تحلیل فنی است و برای تشخیص روندهای صعودی یا نزولی در قیمت سهام استفاده می‌شود.
مکدی از مقایسهٔ دو میانگین متحرک (میانگین قیمت‌ها در بازه‌های زمانی مختلف) ساخته می‌شود:
یکی میانگین متحرک سریع‌تر (مثلاً میانگین قیمت ۱۲ روز اخیر)
یکی میانگین متحرک کندتر (مثلاً میانگین قیمت ۲۶ روز اخیر)
سپس تفاوت بین این دو میانگین را محاسبه می‌کنند. نتیجه این تفاوت، خط مکدی را تشکیل می‌دهد.

## شیوه کاربرد
برای استفاده از شاخص مکدی باید نخست خط سیگنال را به دست آورد. خط سیگنال یک خط کمکی است که از میانگین‌گیری خود خط مکدی به‌دست می‌آید. مقدارهای قبلی شاخص مکدی را در چند روز گذشته (معمولاً ۹ روز) با هم جمع می‌کنند و میانگین آن‌ها را حساب می‌کنند. نتیجهٔ این میانگین، همان خط سیگنال است.
۱. وقتی خط مکدی از پایین به بالا، خط سیگنال را قطع می‌کند
→ این نشانه‌ای است از احتمال شروع یک روند صعودی (خرید سیگنال می‌دهد)
۲. وقتی خط مکدی از بالا به پایین، خط سیگنال را قطع می‌کند
→ این نشانه‌ای است از احتمال شروع یک روند نزولی (فروش سیگنال می‌دهد)

## معنی واگرایی و همگرایی
شاخص مکدی که معمولاً به صورت سری‌های زمانی ۱۲ و ۲۶ روزه بررسی می‌شود، با توجه به همگرایی و واگرایی بین نمودار قیمت و نماگر تفسیر می‌شود.
همگرایی:
وقتی مکدی و قیمت سهام هر دو در یک جهت حرکت می‌کنند (مثلاً هر دو در حال افزایش هستند)، یعنی روند فعلی تأیید می‌شود.
واگرایی:
وقتی مکدی و قیمت سهام در جهت مخالف حرکت می‌کنند (مثلاً قیمت در حال بالا رفتن است ولی مکدی در حال پایین آمدن)، این می‌تواند هشدار دهد که روند فعلی ضعیف شده و ممکن است برعکس شود.
زمانی که نماگر میانگین متحرک همگرا واگرا در جهتی مخالف قیمت سهم در حال حرکت است، باید منتظر برگشت روند حرکت قیمت سهم باشیم. برای مثال اگر میانگین متحرک ۱۲ روزه در حال عبور از روی میانگین متحرک ۲۶ روزه از قسمت پایین است، پیغام خرید ضعیفی در روزهای آتی می‌تواند پیغامی از سوی این شرکت باشد. گرچه بر اساس این اطلاعات نمی‌توان برای خرید یا فروش نتیجه‌گیری قطعی کرد، اما می‌توان اطلاعات خود را برای تعیین مسیر آتی سهم و در نتیجه احتمال موفقیت خود را افزایش داد.